# Quốc hội Việt Nam khóa II
Quốc hội Việt Nam khóa II (nhiệm kỳ 1960–1964) là Quốc hội nhiệm kỳ thứ hai của nước Việt Nam Dân chủ Cộng hòa và là Quốc hội đầu tiên hoạt động trong thời kỳ đất nước bị chia cắt. Quốc hội thứ hai được bầu ngày 8 tháng 5 năm 1960 và diễn ra trong 8 kỳ họp, có vai trò quan trọng thực thi các quyết sách trong thời kỳ xây dựng chủ nghĩa xã hội ở miền Bắc Việt Nam và kiện toàn các cơ quan trọng yếu trong bộ máy nhà nước.
Là khóa Quốc hội đầu tiên hoạt động theo những nguyên tắc của Hiến pháp 1959, Quốc hội khóa II đã thông qua 6 luật và 9 pháp lệnh, trong đó có những đạo luật cơ bản về tổ chức nhà nước như Luật Tổ chức Quốc hội, Luật Tổ chức Hội đồng Chính phủ, Luật Tổ chức Viện Kiểm sát nhân dân, Luật Tổ chức Tòa án nhân dân. Ngoài ra, cũng trong nhiệm kỳ này, Quốc hội đã thông qua nghị quyết về Kế hoạch phát triển kinh tế quốc dân 5 năm lần thứ nhất (1961-1965).
Đây cũng là lần đầu tiên cơ quan lãnh đạo thường trực của Quốc hội được được gọi là Ủy ban Thường vụ Quốc hội (thay thế cho "Ban thường trực Quốc hội" cũ), và thủ trưởng cơ quan này gọi là Chủ tịch Ủy ban Thường vụ Quốc hội, đồng thời là Chủ tịch Quốc hội. Trường Chinh là Chủ tịch Ủy ban Thường vụ khóa II, được bầu tại phiên bế mạc của Kỳ họp đầu tiên diễn ra ngày 15 tháng 7 năm 1960.

## Bầu cử
Bầu cử Quốc hội Việt Nam năm 1960 là cuộc tổng tuyển cử mở đầu cho Khóa II của Quốc hội Việt Nam Dân chủ Cộng hòa, nhiệm kỳ 1960–1964.
Cuộc bầu cử diễn ra ngày 8 tháng 5 năm 1960 tại 22.530 khu vực bỏ phiếu thuộc 42 đơn vị bầu cử ở miền Bắc Việt Nam. Tổng số ứng viên ra tranh cử là 455 ứng cử viên, để chọn lấy 362 đại biểu. Trong tổng số 8.394.987 cử tri có trong danh sách, có 8.192.795 người đã đi bỏ phiếu. Tỷ số đầu phiếu đạt 97,59%.
Ngoài 362 đại biểu qua bầu cử trên còn có 91 ghế dành cho các đại biểu miền Nam ở khóa I vì không thể tổ chức bầu cử nên được Quốc hội quyết định kéo dài nhiệm kỳ. Trong thời gian Quốc hội nhóm họp thì 2 trong số 91 vị đại biểu này đã qua đời nên bỏ trống ghế; vì vậy tổng cộng chỉ còn 451 đại biểu.

### Cơ cấu thành phần của Quốc hội
- Công nhân: 50
- Nông dân: 47
- Cán bộ chính trị: 129
- Quân đội: 20
- Cán bộ văn hóa, giáo dục, pháp luật: 37
- Đảng viên: 298
- Ngoài Đảng:64
- Dân tộc thiểu số:56
- Phụ nữ: 49
- Đại biểu trẻ tuổi (dưới 40 tuổi):42
- Đại biểu trên 60 tuổi: 19
- Cán bộ kinh tế, khoa học-kĩ thuật: 66
- Anh hùng lao động và chiến đấu:19
- Cán bộ ở Trung ương: 110
- Cán bộ ở địa phương: 252 [4]

## Kỳ họp
Quốc hội khóa II diễn ra trong 8 kỳ họp.

### Kỳ họp thứ tư
Kỳ họp thứ 4 diễn ra từ ngày 17 đến ngày 26-4-1962.

### Kỳ họp thứ năm
Kỳ họp thứ 5 diễn ra từ ngày 22 đến ngày 27-6-1962.

### Kỳ họp thứ sáu
Kỳ họp thứ 6 diễn ra từ 28-4 đến 8-5-1963
Quốc hội định tặng Chủ tịch Hồ Chí Minh Huân chương Sao vàng, Huân chương cao quý nhất của Nhà nước. Biết tin, Hồ Chí Minh tỏ lòng biết ơn Quốc hội và xin phép chưa nhận Huân hương ấy.

### Kỳ họp thứ tám
Kỳ họp thứ 8 diễn ra từ 29-3 đến 4-4-1964 nghiên cứu thảo luận báo cáo Chủ tịch Hồ Chí Minh tại Hội nghị Chính trị Đặc biệt. Trước đó Chủ tịch Hồ Chí Minh đã triệu tập và chủ trì Hội nghị Chính trị Đặc biệt họp ngày 7-3-1964 để biểu thị quyết tâm của toàn thể dân tộc Việt Nam trong sự nghiệp xây dựng và bảo vệ miền Bắc, giải phóng miền Nam, hòa bình thống nhất đất nước. Dự Hội nghị có 327 đại biểu, thay mặt cho các chính đảng, đoàn thể, dân tộc, tôn giáo, ban ngành, thay mặt cho đồng bào miền Nam tập kết và kiều bào ngoài nước.

## Các cơ quan lãnh đạo nhà nước

### Nhà nước
- Chủ tịch nước: Hồ Chí Minh
- Phó Chủ tịch nước: Tôn Đức Thắng

### Hội đồng Chính phủ
Trong nhiệm kỳ này, Quốc hội đã bầu ra Hội đồng Chính phủ nhiệm kỳ II (1960-1964) gồm
- Thủ tướng Hội đồng Chính phủ: Phạm Văn Đồng
- Các Phó Thủ tướng: Phạm Hùng, Võ Nguyên Giáp, Phan Kế Toại, Nguyễn Duy Trinh, Lê Thanh Nghị

## Ủy ban Thường vụ Quốc hội

### Chủ tịch Ủy ban Thường vụ Quốc hội
- Trường Chinh

### Phó Chủ tịch Ủy ban Thường vụ Quốc hội
- Hoàng Văn Hoan - kiêm Tổng thư ký Quốc hội
- Xuân Thủy
- Nguyễn Xiển
- Trần Đăng Khoa
- Chu Văn Tấn
- Nguyễn Văn Hưởng

### Ủy viên Ủy ban Thường vụ Quốc hội
- Tôn Quang Phiệt
- Trần Huy Liệu
- Dương Bạch Mai (mất 4/4/1964)
- Dương Đức Hiền
- Trần Đình Tri
- Nguyễn Thị Thập
- Nguyễn Xuân Nguyên
- Nguyễn Công Hòa
- Vũ Quang
- Nguyễn Hữu Khiếu
- Linh mục Hồ Thành Biên
- Pháp sư Thích Trí Độ
- Hồ Đắc Di
- Y Ngông Niê Kđăm

### Uỷ viên dự khuyết:
- Trương Tấn Phát (chính thức từ 23/4/1964)
- Lò Văn Hạc
- Bồ Xuân Luật
- Nguyễn Khoa Diệu Hồng
- Bùi Hưng Gia